# Anextiomarus
Anextiomarus je keltský epiteton slunečního boha Apollóna, zaznamenaný na římsko-britském nápisu nalezený v South Shields v Anglii. Varianta Anextlomarus znamenající 'velký ochránce', toto božské oslovení bylo nalezeno na galsko-římském nápisu v Le Mans ve Francii. Anextlomarus bylo také jméno muže z Langres. Ženská forma Anextlomara se objevuje ve švýcarském Avenches.